# Спурий Минуций Авгурин
Спурий Минуций Авгурин (на латински: Spurius Minucius Augurinus) е политик на Римската република.
Произлиза от клон Авгурин на фамилията Минуции. Между 420 пр.н.е. и 390 пр.н.е. той е pontifex maximus на Рим.